# Бадалов, Эльвин Натиг оглы
Эльвин Натиг оглы Бадалов (14 июня 1995) — азербайджанский футболист, защитник и полузащитник клуба «Сумгаит». Выступал в сборной Азербайджана.

## Клубная карьера
Эльвин с успехом выступал за юношеские команды санкт-петербургского «Зенита». В сезонах 2012/13 и 2013/14 он выступал за клубный дубль, где сыграл в двенадцати встречах. Зимой 2014 года Эльвин перебрался в «Нефтчи», подписав с этим клубом долгосрочный контракт. Его дебют в чемпионате Азербайджана состоялся 23 февраля 2014 года в матче против «Сумгаита».Всего в своём дебютном сезоне он провёл лишь два матча. Однако в своём следующем сезоне Эльвин получил шанс от тренера, сыграв в трёх матчах подряд.

## Карьера в сборной
Эльвин выступает за юношеские сборные Азербайджана, отказавшись от выступлений за российские юношеские сборные.

## Стиль игры
Эльвин техничен, хорошо работает с мячом. Иногда заигрывается, что свойственно южанам. Достаточно дисциплинирован.